# The Redskins
The Redskins foi uma banda skinhead inglesa da década de 1980, conhecida por suas posições políticas de esquerda, que se formou em 1982 e terminou suas atividades em 1986.

## História
A banda foi formada em York no começo da década de 1980, com Chris Dean (vocal e guitarra), Martin Hewes (baixo e vocal de apoio) e Nick King (bateria). Chris Dean escreveu para a revista NME, sob o nome X. Moore. Dean e Hewes eram militantes trotskistas do Partido Socialista dos Trabalhadores  (SWP). Suas influências musicais combinavam soul, rockabilly, punk rock e pop dos anos 80. A banda lançou seu primeiro single, "Lev Bronstein", pela gravadora CNT em 1982. Eles lançaram mais um single, "Lean On Me", na CNT, antes de assinar com a London Records. A banda organizou apresentações em 1984 em apoio à greve dos operários mineiros britânicos, inclusive para arrecadar fundos para a greve. Sobre a greve dos mineiros, compuseram a canção "Keep On Keepin' On!". Outras canções politizadas da banda que podem ser citadas são "It Can Be Done", sobre a Revolução Russa de 1917 e "Lev Bronstein" em homenagem a Leon Trotsky, entre outras. Em 10 de junho de 1984, um grupo de skinheads white powers atacaram os membros da banda, enquanto eles estavam se apresentando no palco do  Greater London Council-sponsored Jobs for a Change festival em Jubilee Gardens, South Bank. King foi substituído em 1985 por Paul Hookham, para a gravação do primeiro single da banda "Bring it Down" na EMI/Decca. Pouco depois Hookham assumiu funções no tambor. A banda lançou um álbum completo, "Neither Washington Nor Moscow", antes de se separarem no final de 1986. Após a dissolução da banda, Hewes trabalhou como motoboy e, mais tarde tornou-se um professor de música.

## Discografia

### Álbuns
- Neither Washington Nor Moscow, 1986 (Decca FLP1)
- Live, 1995 (Dojo)
- Epilogue, 2010

### Compactos e EPs
- "Lev Bronstein" / "Peasant Army", 1982 (7", CNT productions CNT007)
- "Lean on me / "Unionize", 1983 (7", CNT productions CNT016)
- "Lean On Me (Northern Mix)" / "Unionize" (Break Mix), 1983 (12" CNTX16)
- "Keep On Keepin' On!" / "Reds Strike The Blues", 1984 (7", Decca F1)
- "Keep On Keeping On!" / "16 Tons" / "Red Strikes the Blues", 1984 (12" Decca FX1)
- Bring It Down (This Insane Thing), 1985 (2x7", Decca FDP2)
- "Bring It Down (This Insane Thing)" / "You Want It? They've Got It!", 1985 (12" Decca FX2)
- "Kick Over The Statues" / "Young & Proud (Anthem Of Mistake)", 1985 (7" Abstract AD6)
- "The Power Is Yours" / "Ninety Nine And a Half (Won't Do)", 1986 (7" Decca F3)
- "The Power Is Yours" / "Ninety Nine and a Half (Won't Do)" /"Take no Heroes!", 1986 (12" Decca FX3)
- "It Can Be Done" / "K.O!K.O!", 1986 (7" Decca F4).
- "It Can Be Done" / "Let's make it work" / "K.O! K.O.!" / "A Plateful of Hateful", 1986 (12" Decca FX4)
- The Power Is Yours (propaganda EP), 1986 (10", Decca FXT3)
- "It Can Be Done" / "Let's Make It Work" / "K.O!K.O!" / "A Plateful Of Hateful", 1986 (10" Decca FXT4, Russian Import)
- Peel Sessions, 1987 (12", Strange Fruit SFPS 030)